# Howard Alden
Howard Alden (Newport Beach, 1958. október 17. –) amerikai dzsesszgitáros.

## Pályafutása
Tízéves korában már zongorázott, szájharmonikázott, gitározott egy négyhúros hangszeren és  bendzsózott is. Szorgosan hallgatta Barney Kessel, Charlie Christian, Django Reinhardt és más híres gitárosok felvételeit. Aztán kapott egy hathúros gitárt, amelyen egyedül kezdett el tanulni. Tinédzserként már mindkét hangszeren környékén játszott Los Angelesben.
Tizenhat évesen Jimmy Wyble-nél tanult. 1977-78 között a hollywoodi Guitar Institute of Technology iskolában Herb Ellis, Joe Pass és Howard Roberts tanítványa volt. Ezután néhány órát már maga is tartott a GIT-en.
1982-ben New Yorkba költözött. Nem sokkal később Joe Williams és Woody Herman is rátalált. 1983-ban dolgozott Dick Hymannel és számos más zenésszel, például Eubie Blake századik születésnapját ünneplő koncertjén is. Csatlakozott George Van Epshez, akivel albuma is készült.

## Albumok
- Swing Street with Dan Barrett (1988)
- Swinging into Prominence with Norris Turney, Jake Hanna (1988)
- No Amps Allowed with Jack Lesberg (1988)
- The Howard Alden Trio Plus Special Guests Ken Peplowski & Warren Vache (1989)
- The ABQ Salutes Buck Clayton with Dan Barrett (1989)
- Plays the Music of Harry Reser with Dick Hyman (1989)
- Snowy Morning Blues (1990)
- 13 Strings with George Van Eps (1991)
- Misterioso (1991)
- Hand-Crafted Swing with George Van Eps (1992)
- Ken Peplowski and Howard Alden (1993)
- Seven and Seven with George Van Eps (1993)
- A Good Likeness (, 1993)
- Your Story: The Music of Bill Evans with Frank Wess (1994)
- Encore with Ken Peplowski (1995)
- Guitar Collective with Frank Vignola, Jimmy Bruno (1995)
- Keepin' Time with George Van Eps (1996)
- Take Your Pick (1997)
- Full Circle with Jimmy Bruno, Joe Pass, Ray Brown (1998)
- Love with Terrie Richards Alden (2001)
- My Shining Hour (, 2002)
- Soulmates with Butch Miles (2002)
- In a Mellow Tone with Bucky Pizzarelli (2003)
- Live in '95 with Dan Barrett (Arbors, 2004)
- Live at Lewes with Geoff Simkins, Simon Woolf, Steve Brown (2006)
- Pow-Wow with Ken Peplowski (2008)
- I Remember Django (Arbors, 2010)
- A Splendid Trio with Scott Hamilton, Frank Tate (2011)
- Solo Guitar (2014)
- The Happenings (2017)

### Meghívottként
- Me, Myself and I (1989)
- Bravura Eloquence (1990)
- Volume One (1991)
- Volume Two (1992)
- Cornet Chop Suey (1994)
- As Time Goes By... (1997)
- Braff Plays Wimbledon: First Set (1997)
- Braff Plays Wimbledon: The Second Set (1998)
- The Concord Jazz Heritage Series (1998)
- Born to Play (1999)
- Watch What Happens (2002)

## Díjak
- Best Emerging Guitar Talent (1990)
- Talent Deserving Wider Recognition: Down Beat (1992, 1993, 1995, 1996)
- Guitar Player of the Year: American Guitar Museum (2003)
- Top 75 Guitarists (Down Beat, 2008)